# 2015년 대한민국의 영화
다음은 2015년에 대한민국의 영화에 관한 서술한다.

## 박스 오피스
2015년 대한민국 내에서 개봉한 영화를 대상으로 한 대한민국 박스오피스 순위이다. 위쪽 순위와는 달리 대한민국 개봉일 기준으로 2015년 내에 개봉한 영화를 등재하며, 관객수와 흥행 규모도 2015년 이내에 한한다.
2015년 천만 관객 영화는 세 편으로, 《베테랑》 (1341만 명)과 《암살》 (1270만 명), 그리고 《어벤져스: 에이지 오브 울트론》 (1049만 명)이었다. 다만 2014년 12월 14일에 개봉된 《국제시장》이 이듬해에도 891만 명을 모으면서 천만 관객 영화에 합류했고, 최종적으로 1426만 명이 관람해 역대 2위 흥행을 거두었다. 베테랑과 암살 역시 역대 4위, 8위 기록에 각각 올랐다.
할리우드 영화 중에서는 《어벤져스: 에이지 오브 울트론》이 가장 큰 흥행을 거뒀다. 역대 네 번째 천만 외국 영화가 된 것은 물론, 《인터스텔라》를 제치고 《아바타》(1362만 명)의 뒤를 이어 외국 영화로는 역대 흥행 2위에 올랐다. 《킹스맨: 시크릿 에이전트》와 《미션 임파서블: 로그네이션》, 그리고 《쥬라기 월드》도 10위권에 들었다.
| 순위 | 제목                             | 개봉일자  | 매출액 (원)     | 관객수 (명) | 비고 |
| ---- | -------------------------------- | --------- | --------------- | ----------- | ---- |
| 1    | 《베테랑》                       | 8월 5일   | 105,168,155,250 | 13,414,009  |      |
| 2    | 《암살》                         | 7월 22일  | 98,463,132,781  | 12,705,700  |      |
| 3    | 《어벤져스: 에이지 오브 울트론》 | 4월 23일  | 88,582,586,366  | 10,494,499  |      |
| -    | 《국제시장》                     | 12월 17일 | 69,841,376,134  | 8,915,904   |      |
| 4    | 《내부자들》                     | 11월 19일 | 56,465,665,657  | 7,055,332   |      |
| 5    | 《사도》                         | 9월 16일  | 48,842,902,501  | 6,246,849   |      |
| 6    | 《킹스맨: 시크릿 에이전트》      | 2월 11일  | 50,369,009,795  | 6,129,681   |      |
| 7    | 《미션 임파서블: 로그네이션》    | 2월 11일  | 48,547,353,607  | 6,126,488   |      |
| 8    | 《연평해전》                     | 6월 24일  | 45,563,228,330  | 6,043,784   |      |
| 9    | 《쥬라기 월드》                  | 6월 11일  | 47,800,698,826  | 5,546,792   |      |
| 10   | 《검은 사제들》                  | 11월 5일  | 42,405,282,092  | 5,442,128   |      |

## 이벤트 및 수상

### 1분기
- 제6회 올해의 영화상
- 제20회 춘사영화상

### 2분기
- 제1회 들꽃영화상
- 제51회 백상예술대상
- 제16회 전주국제영화제

### 3분기
- 제18회 부천국제판타스틱영화제

### 4분기
- 제20회 부산국제영화제
- 제24회 부일영화상
- 제52회 대종상 영화제
- 제35회 한국영화평론가협회상
- 제36회 청룡영화상
- 제12회 제주영화제
- 제35회 황금촬영상
- 제15회 부산영화평론가협회상
- 제15회 올해의 여성영화인상
- 제1회 한국영화제작가협회상
- 제17회 올해의 독립영화상
- 제15회 디렉터스 컷 시상식
- 송년호 발행 : 씨네21 영화상

## 같이 보기
- 2015년 영화
- 대한민국의 영화